# Brent (Alabama)
Brent é uma cidade localizada no estado americano do Alabama, no Condado de Bibb.

## Demografia
Segundo o censo americano de 2000, a sua população era de 4024 habitantes. 
Em 2006, foi estimada uma população de 4135, um aumento de 111 (2.8%).

## Geografia
De acordo com o United States Census Bureau, a localidade tem uma área de 22,6 km², sem área coberta por água.

## Localidades na vizinhança
O diagrama seguinte representa as localidades num raio de 32 km ao redor de Brent. 